# 시점 (문학)
시점(Point of view)은 문학(literature), 언어학에서  특히 소설에서 이야기를 서술하여 나가는 방식이나 관점이다. 작중 화자가 ‘나’인 일인칭과 ‘그’인 삼인칭 등이 있다.

## 시점적 이야기
시점적 이야기(視點的이야기)는 문학에서 내적 시점을 가지는 이야기를 가리킨다.

## 시점적 인물
시점적 인물(視點的人物)은 초점화의 주체이며, 서사에서 시점을 가지고 있는 사람을 이르는 말이다. “철수는 영희를 보았다.”에서 ‘철수’가 이에 해당한다.

## 시점화면
시점화면(視點畫面)은 영화나 드라마에서 등장인물의 눈에 비치는 모습으로 구성된 화면이다.

## 삼인칭 전지적 시점
삼인칭 전지적 시점(三人稱全知的視點)은 문학에서 서술자가 소설 바깥에서 전지적인 신처럼 각 인물의 내면을 관통하며 사건의 전말을 알고 있는 듯이 서술하는 방식이다.

## 같이 보기
- 전지적 시점